# Металург (стадион, Самара)
„Металург“ е футболен стадион, намиращ се в гр. Самара, Русия. На него домакинските си мачове играе „Криля Советов“.
Стадионът е с капацитет 33 000 зрители, сред най-големите в Русия. Осветлението на стадиона е 1400 лукса. Построен е през 1957 г. Той е най-посещаваният стадион в Източна Европа през 2004 г. – средно по 24 000 зрители. Същият сезон „Криля“ е 3-ти в премиер-лигата. Стадионът е удостоен със сертификат за първа категория през 2010 г.